# 聖誕快樂
聖誕快樂（英語：Merry Christmas）是用于聖誕節的祝頌語及問候用語。圣诞节至新年的一段时间，是世界不少国家的主要假日，在多數西方國家，圣诞节是公眾假期。这种庆祝傳統流传至世界上很多其他地区，並帶來重要的商業活動。

## 使用
圣诞的節日本意是紀念基督教的創立者、圣子耶稣基督的诞生，但近年已日漸商業化，淡化節日的原本意義。
在美国及其他西方國家，出于政治正确的考虑，由于此问候方式被認為可能冒犯到一些非基督徒，部分人以至企業機構改为以“節日快樂”（Happy Holidays）或“季節問候”（Season greetings），作为圣诞假期期间的问候语，避免冒犯到一些非基督徒。